# Старошарненська сільська рада
Старошарненська сільська рада (Старо-Шарненська сільська рада) — колишня адміністративно-територіальна одиниця та орган місцевого самоврядування у Народицькому районі Коростенської і Волинської округ, Київської та Житомирської областей Української РСР з адміністративним центром у селі Старе Шарне.

## Населені пункти
Сільській раді на час ліквідації були підпорядковані населені пункти:
- с. Нове Шарне.
- с. Старе Шарне.

## Населення
Кількість населення ради, станом на 1923 рік, становила 1 136 осіб, кількість дворів — 236.

## Історія та адміністративний устрій
Створена 1923 року в складі сіл Нове Шарне та Старе Шарне Христинівської волості Овруцького повіту Волинської губернії. 7 березня 1923 року включена до складу новоутвореного Народицького району Коростенської округи. 25 січня 1926 року підпорядковано хутір Уманці Звіздальської сільської ради Народицького району. Станом на 17 грудня 1926 року в підпорядкуванні числився х. Підворок. На 1 жовтня 1941 року хутори Підворок та Уманці не значилися на обліку населених пунктів.
Станом на 1 вересня 1946 року сільська рада входила до складу Народицького району Житомирської області, на обліку в раді перебували села Нове Шарне та Старе Шарне.
Ліквідована 11 серпня 1954 року, відповідно до указу Президії Верховної ради Української РСР «Про укрупнення сільських рад по Житомирській області», територію та населені ради об'єднано з Народицькою Першою та Народицькою Другою сільськими радами до складу Народицької сільської ради Народицького району Житомирської області.